# Lapeer County
Das Lapeer County ist ein County im Bundesstaat Michigan der Vereinigten Staaten. Der Verwaltungssitz (County Seat) ist Lapeer. Das U.S. Census Bureau hat bei der Volkszählung 2020 eine Einwohnerzahl von 88.619 ermittelt.
Das Lapeer County ist Bestandteil von Metro Detroit, der Metropolregion um die Stadt Detroit.

## Geographie
Das County liegt im Südosten der Unteren Halbinsel von Michigan, ist im Nordosten etwa 45 km vom Lake Huron, einem der Großen Seen, entfernt und hat eine Fläche von 1717 Quadratkilometern, wovon 23 Quadratkilometer Wasserfläche sind. Es grenzt an folgende Countys:
| Tuscola County |  | Sanilac County   |
| Genesee County |  | St. Clair County |
| Oakland County |  | Macomb County    |

## Geschichte
Das Lapeer County wurde 1822 aus Teilen des Oakland County und des St. Clair County gebildet. Benannt wurde es nach der französischen Bezeichnung La Pierre.
24 Bauwerke und Stätten des Countys sind im National Register of Historic Places eingetragen (Stand 30. November 2017).

## Demografische Daten

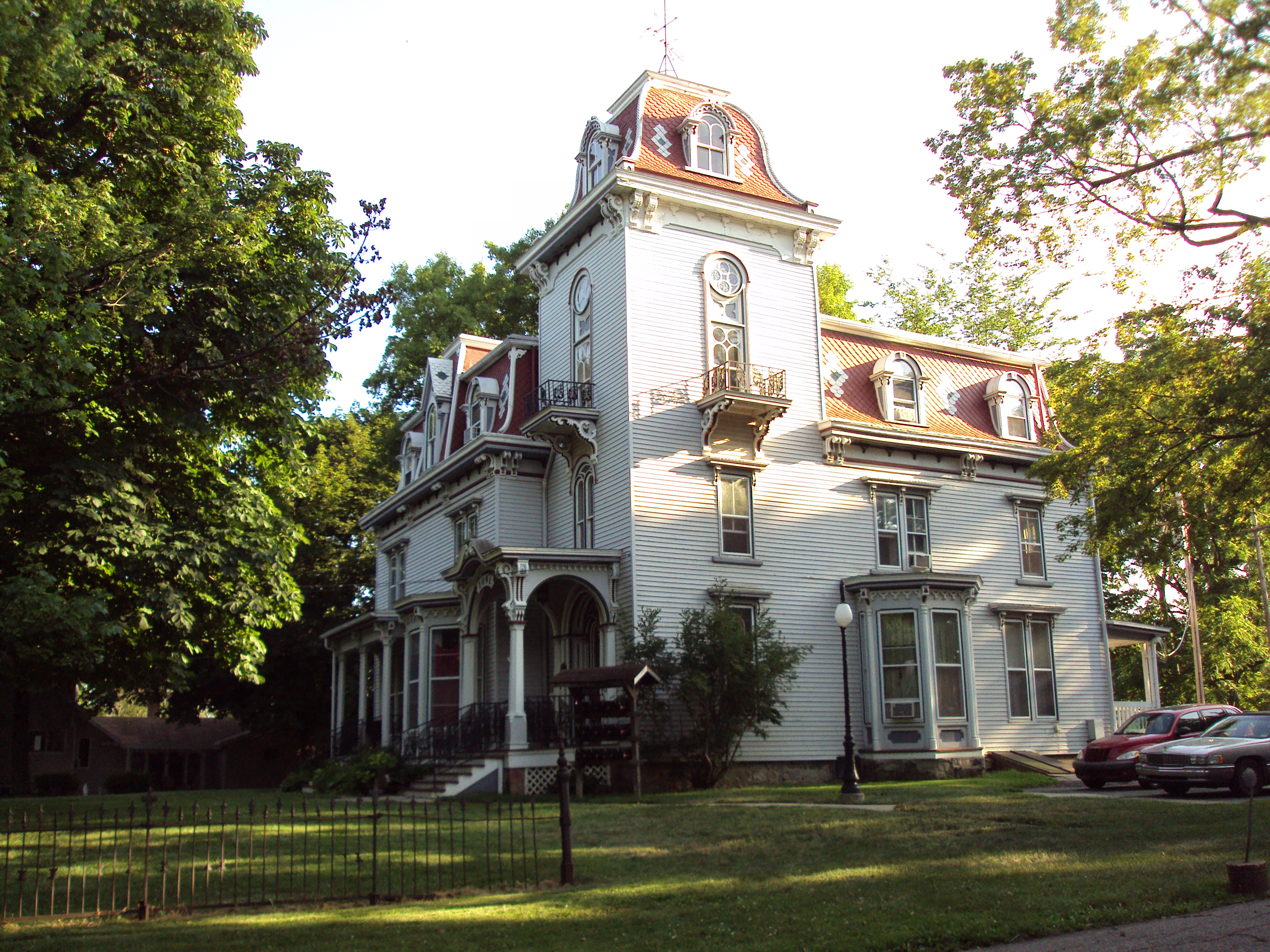
Peter Van Dyke House, gelistet im NRHP

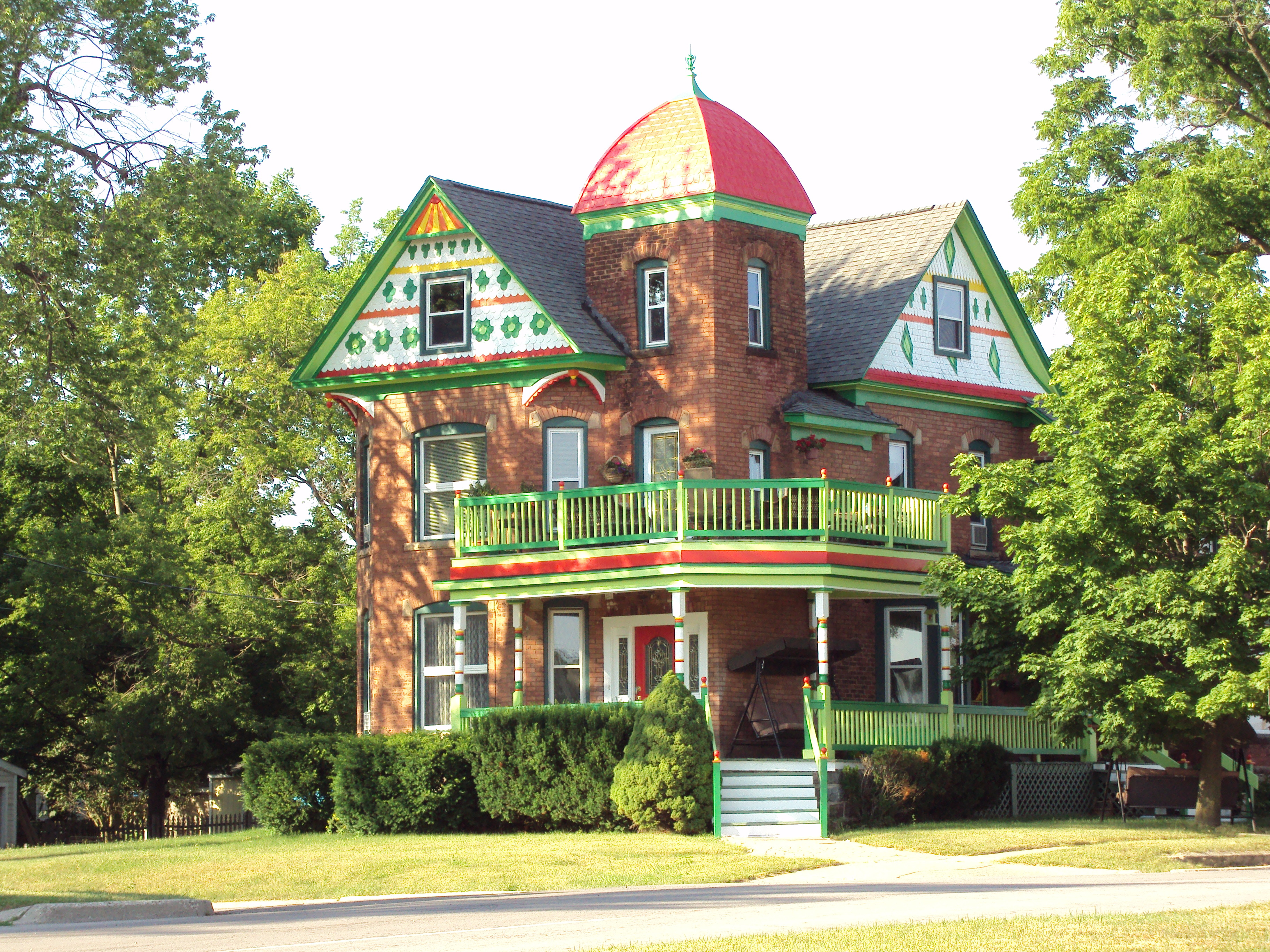
Rodney G. Hart House, gelistet im NRHP

Nach der Volkszählung im Jahr 2000 lebten im Lapeer County 87.904 Menschen in 30.729 Haushalten und 23.876 Familien. Die Bevölkerungsdichte betrug 52 Einwohner pro Quadratkilometer. Ethnisch betrachtet setzte sich die Bevölkerung zusammen aus 96,17 Prozent Weißen, 0,82 Prozent Afroamerikanern, 0,38 Prozent amerikanischen Ureinwohnern, 0,39 Prozent Asiaten, 0,01 Prozent Bewohnern aus dem pazifischen Inselraum und 1,07 Prozent aus anderen ethnischen Gruppen; 1,16 Prozent stammten von zwei oder mehr Ethnien ab. 3,11 Prozent der Bevölkerung waren spanischer oder lateinamerikanischer Abstammung, die verschiedenen der genannten Gruppen angehörten.
Von den 30.729 Haushalten hatten 38,3 Prozent Kinder unter 18 Jahren, die bei ihnen lebten. 65,7 Prozent waren verheiratete, zusammenlebende Paare, 8,1 Prozent waren allein erziehende Mütter und 22,3 Prozent waren keine Familien. 18,5 Prozent waren Singlehaushalte und in 6,9 Prozent lebten Menschen im Alter von 65 Jahren oder darüber. Die Durchschnittshaushaltsgröße lag bei 2,80 und die durchschnittliche Familiengröße bei 3,19 Personen.
28,0 Prozent der Bevölkerung waren unter 18 Jahre alt. 7,7 Prozent zwischen 18 und 24 Jahre, 31,0 Prozent zwischen 25 und 44 Jahre, 23,8 Prozent zwischen 45 und 64 Jahre und 9,6 Prozent waren 65 Jahre oder älter. Das Durchschnittsalter betrug 36 Jahre. Auf 100 weibliche kamen statistisch 102,4 männliche Personen. Auf 100 Frauen im Alter von 18 Jahren und darüber kamen 101,1 Männer.

Das jährliche Durchschnittseinkommen eines Haushalts betrug 51.717 USD, das Durchschnittseinkommen einer Familie 57.817 USD. Männer hatten ein Durchschnittseinkommen von 47.506 USD, Frauen 26.385 USD. Das Prokopfeinkommen betrug 21.462 USD. 3,8 Prozent der Familien und 5,4 Prozent der Bevölkerung lebten unterhalb der Armutsgrenze.

## Städte und Gemeinden
Citys
- Brown City1
- Imlay City
- Lapeer

Villages
| - Almont - Clifford - Columbiaville - Dryden | - Metamora - North Branch - Otter Lake2 |

1 – teilweise im Sanilac County

2 – teilweise im Genesee County

Unincorporated Communitys
- Attica
- Burnside
- Elba
- Farmers Creek
- Five Lakes
- Hadley
- Hunters Creek
- Kerr Hill
- Kings Mill
- Lum
- Silverwood
- Thornville

Townships
- Almont Township
- Arcadia Township
- Attica Township
- Burlington Township
- Burnside Township
- Deerfield Township
- Dryden Township
- Elba Township
- Goodland Township
- Hadley Township
- Imlay Township
- Lapeer Township
- Marathon Township
- Mayfield Township
- Metamora Township
- North Branch Township
- Oregon Township
- Rich Township